# Selenia albicosta
Selenia albicosta là một loài bướm đêm trong họ Geometridae.